# Superman gegen Spider-Man
Superman gegen Spider-Man (engl. Superman vs. The Amazing Spider-Man) ist ein Comic-Crossover der Comicverlage DC und Marvel, das im Original 1976 erschien und von Gerry Conway getextet und von Ross Andru gezeichnet wurde. Der Comic wurde auf Deutsch 1976 zunächst beim Ehapa-Verlag veröffentlicht, 1999 folgten der Dino Verlag (im Rahmen der Reihe DC/Marvel-Classics) und 2005 Panini Comics.

## Handlung
Nachdem sie erneut von ihren Erzfeinden besiegt wurden, treffen Lex Luthor und Doctor Octopus im Gefängnis aufeinander. Sie beschließen zusammenzuarbeiten und können dank eines Ultraschallsenders, den Luthor unter einer künstlichen Hautschicht versteckt hatte, fliehen. Am nächsten Tag ist Clark Kent aus beruflichen Gründen bei einer Weltpressekonferenz, als plötzlich Superman (Luthor in Verkleidung) auftaucht und für Unruhe sorgt. Peter Parker, der sich ebenfalls dort aufhält, zieht sofort seinen Superhelden-Dress über und sieht sich Superman, dem Mann aus Stahl, gegenüber, der ihn zunächst für den Doppelgänger verantwortlich macht. Um für mehr Chancengleichheit zu sorgen, beschießt Luthor von einem Versteck aus Spider-Man mit roter Sonnenenergie, sodass er Superman zunächst ebenbürtig erscheint. Als die Wirkung jedoch nachlässt, kann er nichts mehr gegen den Kryptonier ausrichten, der sich bereits nicht mehr gegen die Angriffe wehrt. Superman ahnt mittlerweile, dass alles ein arrangierter Trick war und bietet Spider-Man an, mit ihm zusammenzuarbeiten, um die wahren Schuldigen zu fangen. Als sie jedoch zurückkommen, müssen sie feststellen, dass Lois Lane und Mary Jane Watson verschwunden sind. Luthor und Doc Ock teilen ihnen als Hologramme mit, dass sie die beiden entführt hätten. Superman und Spider-Man schaffen es nach einer Suche, die beiden zu befreien und stellen die fliehenden Schurken schließlich. Luthors Plan war, die Welt mit einem Tsunami zu verwüsten. Das lässt Doc Ock aber nicht zu, da die Erde auch sein Zuhause ist und er außerdem auch niemanden mehr hätte, über den er herrschen könnte. Da die beiden sich schließlich gegenseitig bekämpfen, können die Helden sie mühelos überwältigen und wieder ins Gefängnis bringen.

## Figuren der Geschichte
- J. Jonah Jameson (Marvel)
- Lois Lane (DC)
- Steve Lombard (DC)
- Lex Luthor (DC)
- Doctor Octopus (Marvel)
- Jimmy Olsen (DC)
- Spider-Man/Peter Parker (Marvel)
- Superman/Clark Kent (DC)
- Mary Jane Watson (Marvel)

## Sonstiges
In diesem Band arbeitet Clark nicht als Zeitungsreporter für den Daily Planet, sondern als Nachrichtenreporter. Anstelle von Perry White ist sein Arbeitgeber hier Morgan Edge.